# فرایند ایستای دوره‌ای
فرایند ایستای دوره‌ای (به انگلیسی: Cyclostationary process) یا فرایند دوره‌ای‌مانا، فرایندی اتفاقی (به انگلیسی: Stochastic process) است که خواص آماری آن به‌طور تناوبی با زمان تغییر می‌کند. به عبارت دیگر خواص آماری در هر T واحد زمانی تکرار می‌شوند. یعنی در این فرایند، متغیرهای تصادفی

{\displaystyle X(t_{1}),X(t_{2}),...,X(t_{r})}

و

{\displaystyle X(t_{1}+T),X(t_{2}+T),...,X(t_{r}+T)}

دارای توزیع تجمعی یکسانی هستند.

## تعریف
به فرایند تصادفی پیوسته در زمان {\displaystyle \{X(t)|t\in \mathbb {R} \}} ایستای دوره‌ای می‌گویند اگر عدد حقیقی مثبت {\displaystyle T} باشد به‌طوری‌که برای تمام {\displaystyle t_{1},t_{2},...,t_{r}\in \mathbb {R} } توزیع تجمعی
{\displaystyle X(t_{1}),X(t_{2}),...,X(t_{r})}

و

{\displaystyle X(t_{1}+T),X(t_{2}+T),...,X(t_{r}+T)}

یکسان باشد.

## مثال
برای فرایند تصادفی {\displaystyle \{X(t)|t\in \mathbb {R} \}} که {\displaystyle X(t)=ACos(wt)} که {\displaystyle A} یک متغیر تصادفی است داریم:
{\displaystyle X(t+2\pi /w)=ACos(wt+2\pi )=Acos(wt)=X(t)}
{\displaystyle X(t)} یک سیگنال متناوب با دوره تناوب {\displaystyle T=2\pi /w} است. در نتیجه خواص آماری {\displaystyle X(t)} با تغییر زمان به اندازه {\displaystyle T} تغییر نمی‌کند. در نتیجه {\displaystyle X(t)} یک فرایند ایستای دوره‌ا‌ی با دوره تناوب {\displaystyle T=2\pi /w} است.

## فرایند ایستای دوره‌ای ضعیف (Weak cyclostationary)
به فرایند تصادفی پیوسته در زمان {\displaystyle \{X(t)|t\in \mathbb {R} \}} ایستای دوره‌ای ضعیف یا ایستای دوره‌ای در معنای وسیع می‌گویند اگر یک عدد حقیقی مثبت {\displaystyle T} وجود داشته باشد به طوری که:
1- {\displaystyle E_{X}(t+T)=E_{X}(t)} برای تمام {\displaystyle t\in \mathbb {R} }
2- {\displaystyle R_{X}(t_{1}+T,t_{2}+T)=R_{X}(t_{1},t_{2})} برای هر {\displaystyle t_{1},t_{2}\in \mathbb {R} } ({\displaystyle R} تابع خودهمبستگی است)

## ایستایی دوره‌ای در فرایندهای گسسته
به‌طور مشابه تعاریف فوق برای فرایندهای گسسته نیز قابل بیان است. به عنوان مثال یک فرایند تصادفی گسسته در زمان {\displaystyle \{X(n)|n\in \mathbb {Z} \}} ایستای دوره‌ای ضعیف است اگر یک {\displaystyle M\in \mathbb {Z} } باشد به‌طوری‌که
1- {\displaystyle E_{X}(n+M)=E_{X}(n)} برای تمام {\displaystyle n\in \mathbb {Z} }
2- {\displaystyle R_{X}(n_{1}+M,n_{2}+M)=R_{X}(n_{1},n_{2})} برای هر {\displaystyle n_{1},n_{2}\in \mathbb {Z} } ({\displaystyle R} تابع خودهمبستگی است)